# Мубарецька ТЕЦ
39°11′1″ пн. ш. 65°17′22″ сх. д. / 39.18361° пн. ш. 65.28944° сх. д.
Мубарецька ТЕЦ — теплова електростанція в Узбекистані, яка передусім обслуговує роботу потужного газопереробного комплексу.
Станцію спорудили для забезпечення потреб Мубарецького газопереробного заводу в електроенергії та технологічній парі. ТЕЦ отримала:
- три парові котли типу ТГМЕ-464 продуктивністю по 500 тонн пари на годину;
- дві введені в 1984 та 1985 роках парові турбіни з протитиском виробництва Калузького турбінного заводу типу Р-50-130/13, одинична потужність яких на Мубарецькій ТЕЦ номінована на рівні 30 МВт.
Як паливо станція споживає природний газ.
У 2023 році уклали угоду з компанією Siemens, що передбачала поставку для Мубарецької ТЕЦ двох газових турбін потужністю по 54 МВт, при роботі яких також очікують 400 тонн технологічної пари на годину.